# ستيفن هيليير
قائد البحرية المارشال السير ستيفن جون هيليير (بالإنجليزية: Sir Stephen John Hillier)‏ ضابط في سلاح الجو الملكي الذي كان يشغل منصب نائب رئيس هيئة الأركان (القدرة). فاز بلقب الطائر المتميز للقيام بأعمال في الخليج العربي في عام 1999 وحصل على ميدالية النجمة البرونزية الأمريكية للخدمة في حرب العراق. تولى القيادة الجوية للمجموعة رقم 2 وتولى منصب مدير تفوق المعلومات في وزارة الدفاع ثم نائب رئيس هيئة الأركان (القدرة). خلف هيليير في منصب رئيس هيئة الأركان الجوية في 12 يوليو 2016 رئيس المارشال أندرو بولفورد.

## المسيرة العسكرية
عين هيليير كموظف تجريبي بالوكالة في 6 نوفمبر 1980 وتسلسل إلى ضابط تجريبي (بعد تدريب الموظف الأولي) في 6 نوفمبر 1981. تمت ترقيته إلى ضابط الطيران في 6 نوفمبر 1982. كان طيارا - حلق بطائرة تورنادو - وعمل في حرب الخليج الثانية عام 1991. تمت ترقيته إلى قائد سرب في 1 يوليو 1991 وقائد الجناح في 1 يوليو 1996 وحصل على الصليب الطائر المتميز عن أعماله كقائد الأسطول الثاني في الخليج العربي أثناء عملية المراقبة الجنوبية في 29 أكتوبر 1999.
تم ترقيته إلى قائد المجموعة في 1 يوليو 2000 وأصبح هيليير قائد المحطة في قاعدة سلاح الجو الملكي في لوسيموث. ثم خدم في حرب العراق وحصل على ميدالية النجمة البرونزية الأمريكية في 31 أكتوبر 2003. عين أيضا قائدا لأمر الإمبراطورية البريطانية في عام 2005 ضمن تكريمات السنة الجديدة مع مرتبة الشرف فقط قبل ترقيته إلى رئيس جوي في 1 يناير 2005 من ذلك العام.
خدم هيليير كرئيس لمساحة المجال الجوي للمسرح في وزارة الدفاع قبل ترقيته إلى نائب المارشال الجوي وتعيينه قائد المجموعة الجوية رقم 2 في سبتمبر 2008. في أكتوبر 2010 عاد إلى وزارة الدفاع كمدير لتفوق المعلومات وفي يونيو 2012 تمت ترقيته إلى هيئة تنظيمية وعين نائبا لرئيس هيئة الأركان. قام بإدارة برنامج إسقاط الطاقة الذي تم تمكينه في المملكة المتحدة والذي يضم حاملة الطائرات ولوكهيد مارتن إف-35 لايتنيغ الثانية وأغستاوستلاند إيه دبليو 101. انتقد تعيينه لورد البحر الأول السابق الأدميرال اللورد ويست. خلف هيليير في أن يكون رئيس المارشال أندرو بولفورد رئيسا للأركان الجوية في 12 يوليو 2016.
تم تعيين هيليير قائد فارس آمر الطريق في عام 2014 ضمن تكريمات السنة الجديدة.